# Rubus audax
Rubus audax är en rosväxtart som beskrevs av Liberty Hyde Bailey. Rubus audax ingår i släktet rubusar, och familjen rosväxter. Inga underarter finns listade i Catalogue of Life.